# Rallye Italien 2023
Die 20. Rallye Italien (offiziell Rally Italia Sardegna) war der 6. Lauf zur FIA-Rallye-Weltmeisterschaft 2023. Sie dauerte vom 1. bis zum 4. Juni und es wurden insgesamt 19 Wertungsprüfungen (WP) gefahren.

## Bericht
Bis am Samstag haben sich Sébastien Ogier (Toyota) und Esapekka Lappi (Hyundai) ein enges Duell geliefert, mehrmals ging die Führung im Gesamtklassement hin und her. Am Freitagnachmittag hatte Ogier 16 Sekunden Vorsprung auf Lappi herausgefahren. Wegen Regen in der letzten Wertungsprüfung und die damit verbundenen Abstimmungsproblemen bei Ogier, kam Lappi bis auf eine Zehntelsekunde an den achtfachen Weltmeister heran.
Auf WP 14 kam Ogier am Samstagnachmittag in einer Linkskurve rechts von der nassen, schmutzigen Naturstraße ab, weil er mit seinem Fuß vom Bremspedal rutschte. Nach dem Ausfall seines Kontrahenten riskierte Lappi nicht mehr viel und sein Teamkollege Thierry Neuville ging in Führung. Neuville führte am Samstagabend das Klassement mit über 36 Sekunden vor Lappi und mit über 1:14 Minute auf Kalle Rovanperä (Toyota) an.
Am Sonntag brachten die Hyundai-Fahrer Neuville und Lappi den Doppelsieg sicher ins Ziel. Rovanperä komplementierte das Siegerpodest mit dem dritten Rang, er verlor über 1:55 Minuten auf den Sieger. Rovanperä lag nach der Rallye Italien auf dem ersten Platz in der Fahrer-WM mit 118 Punkten, dahinter folgten Neuville mit 93 und Ott Tänak (M-Sport) mit 85 Punkten.

## Meldeliste
| Nr.                  | Fahrer                    | Co-Pilot                   | Auto                   |
| -------------------- | ------------------------- | -------------------------- | ---------------------- |
| WRC-Klasse (Rally1)  |                           |                            |                        |
| 4                    | Esapekka Lappi            | Janne Ferm                 | Hyundai i20 N Rally1   |
| 6                    | Dani Sordo                | Cándido Carrera            | Hyundai i20 N Rally1   |
| 7                    | Pierre-Louis Loubet       | Nicolas Gilsoul            | Ford Puma Rally1       |
| 8                    | Ott Tänak                 | Martin Järveoja            | Ford Puma Rally1       |
| 11                   | Thierry Neuville          | Martijn Wydaeghe           | Hyundai i20 N Rally1   |
| 17                   | Sébastien Ogier           | Vincent Landais            | Toyota GR Yaris Rally1 |
| 18                   | Takamoto Katsuta          | Aaron Johnston             | Toyota GR Yaris Rally1 |
| 33                   | Elfyn Evans               | Scott Martin               | Toyota GR Yaris Rally1 |
| 69                   | Kalle Rovanperä           | Jonne Halttunen            | Toyota GR Yaris Rally1 |
| WRC2-Klasse (Rally2) |                           |                            |                        |
| 20                   | Yohan Rossel              | Arnaud Dunand              | Citroën C3 Rally2      |
| 21                   | Gus Greensmith            | Jonas Andersson            | Škoda Fabia RS Rally2  |
| 22                   | Oliver Solberg            | Elliott Edmondson          | Škoda Fabia RS Rally2  |
| 23                   | Andreas Mikkelsen         | Torstein Eriksen           | Škoda Fabia RS Rally2  |
| 24                   | FIA Nikolai Grjasin       | FIA Konstantin Aleksandrov | Škoda Fabia RS Rally2  |
| 25                   | Teemu Suninen             | Mikko Markkula             | Hyundai i20 N Rally2   |
| 27                   | Adrien Fourmaux           | Alexandre Coria            | Ford Fiesta Rally2     |
| 28                   | Nicolas Ciamin            | Yannick Roche              | Volkswagen Polo GTI R5 |
| 29                   | Kajetan Kajetanowicz      | Maciej Szczepaniak         | Škoda Fabia RS Rally2  |
| 30                   | Grégoire Munster          | Louis Louka                | Ford Fiesta Rally2     |
| 31                   | Fabrizio Zaldivar         | Marcelo Der Ohannesian     | Hyundai i20 N Rally2   |
| 32                   | Sami Pajari               | Enni Mälkönen              | Škoda Fabia RS Rally2  |
| 34                   | Bruno Bulacia             | Axel Coronado Jiménez      | Škoda Fabia Rally2 evo |
| 35                   | Alejandro Cachón          | Alejandro López Fernández  | Citroën C3 Rally2      |
| 36                   | Georg Linnamäe            | James Morgan               | Hyundai i20 N Rally2   |
| 37                   | Mikołaj Marczyk           | Szymon Gospodarczyk        | Škoda Fabia RS Rally2  |
| 38                   | Josh McErlean             | John Rowan                 | Hyundai i20 N Rally2   |
| 39                   | Lauri Joona               | Tuukka Shemeikka           | Škoda Fabia Rally2 evo |
| 40                   | Robert Virves             | Hugo Magalhães             | Ford Fiesta Rally2     |
| 41                   | Erik Cais                 | Petr Těšínský              | Škoda Fabia RS Rally2  |
| 44                   | Gregor Jeets              | Timo Taniel                | Hyundai i20 N Rally2   |
| 45                   | Armin Kremer              | Timo Gottschalk            | Škoda Fabia RS Rally2  |
| 46                   | Martin Prokop             | Michal Ernst               | Škoda Fabia RS Rally2  |
| 47                   | Mauro Miele               | Luca Beltrame              | Škoda Fabia RS Rally2  |
| 48                   | Eduardo Castro            | Fernando Mussano           | Škoda Fabia Rally2 evo |
| 49                   | Patrick O’Brien           | Stephen O’Brien            | Hyundai i20 N Rally2   |
| 50                   | Johannes Keferböck        | Ilka Minor                 | Škoda Fabia Rally2 evo |
| 51                   | Miguel Zaldivar Sr.       | José Luis Díaz             | Hyundai i20 N Rally2   |
| 52                   | Alexander Villanueva      | José Murado González       | Škoda Fabia RS Rally2  |
| 53                   | Daniel Chwist             | Kamil Heller               | Škoda Fabia Rally2 evo |
| 54                   | Norbert Herczig           | Ramón Ferencz              | Škoda Fabia Rally2 evo |
| 55                   | Nasser Khalifa Al-Attiyah | Giovanni Bernacchini       | Ford Fiesta Rally2     |
| 56                   | Giuseppe Dettori          | Carlo Pisano               | Škoda Fabia R5         |
| 57                   | Matteo Gamba              | Nicolò Gonella             | Škoda Fabia Rally2 evo |
| 58                   | Nicola Tali               | Massimiliano Frau          | Škoda Fabia Rally2 evo |
| 59                   | Pablo Biolghini           | Stefano Pudda              | Škoda Fabia Rally2 evo |
| 60                   | Maurizio Morato           | Andrea Dal Maso            | Škoda Fabia R5         |
| 61                   | Carlo Covi                | Andrea Budoia              | Škoda Fabia Rally2 evo |
| 62                   | Francesco Tali            | Chiara Cors                | Ford Fiesta Rally2     |
| WRC3-Klasse (Rally3) |                           |                            |                        |
| 63                   | Ali Türkkan               | Burak Erdener              | Ford Fiesta Rally3     |
| 64                   | Filip Kohn                | Tom Woodburn               | Ford Fiesta Rally3     |
| 65                   | Roope Korhonen            | Anssi Viinikka             | Ford Fiesta Rally3     |
| 66                   | William Creighton         | Liam Regan                 | Ford Fiesta Rally3     |
| 67                   | Laurent Pellier           | Kévin Bronner              | Ford Fiesta Rally3     |
| 68                   | Diego Dominguez Jr.       | Rogelio Peñate             | Ford Fiesta Rally3     |
| 70                   | Tom Rensonnet             | Loïc Dumont                | Ford Fiesta Rally3     |
| 71                   | Roberto Blach Núñez       | Mauro Barreiro             | Ford Fiesta Rally3     |
| 72                   | Eamonn Kelly              | Conor Mohan                | Ford Fiesta Rally3     |
| 73                   | Raúl Hernández            | Adrián Pérez Fernández     | Ford Fiesta Rally3     |
| 74                   | Hamza Anwar               | Adnan Din                  | Ford Fiesta Rally3     |

## Klassifikationen

### WRC-Gesamtklassement
| WRC |                      |                     |                           |          |           |                 |      |
| 1   | Thierry Neuville     | Marijn Wydaeghe     | Hyundai i20 N Rally1      | WRC RC1  | 3:40:01.4 | 00:00.0         | 25   |
| 2   | Esapekka Lappi       | Janne Ferm          | Hyundai i20 N Rally1      | WRC RC1  | 3:40:34.4 | 00:33.0         | 18   |
| 3   | Kalle Rovanperä      | Jonne Halttunen     | Toyota GR Yaris Rally1    | WRC RC1  | 3:41:56.7 | 01:55.3 01:22.3 | 15+5 |
| 4   | Elfyn Evans          | Scott Martin        | Toyota GR Yaris Rally1    | WRC RC1  | 3:45:21.9 | 05:20.5 03:25.2 | 12+1 |
| 5   | Andreas Mikkelsen    | Torstein Eriksen    | Škoda Fabia RS Rally2 evo | WRC2 RC2 | 3:49:34.7 | 09:33.3 04:12.8 | 10   |
| 6   | Teemu Suninen        | Mikko Markkula      | Hyundai i20 N Rally2      | WRC2 RC2 | 3:51:50.3 | 11:48.9 02:15.6 | 8    |
| 7   | Kajetan Kajetanowicz | Maciej Szczepaniak  | Škoda Fabia RS Rally2 evo | WRC2 RC2 | 3:52:47.5 | 12:46.1 00:57.2 | 6    |
| 8   | Yohan Rossel         | Arnaud Dunand       | Citroën C3 Rally2         | WRC2 RC2 | 3:52:54.9 | 12:53.5 00:07.4 | 4    |
| 9   | Mikołaj Marczyk      | Szymon Gospodarczyk | Škoda Fabia RS Rally2 evo | WRC2 RC2 | 3:55:35.2 | 15:33.8 02:40.3 | 2    |
| 10  | Erik Cais            | Petr Těšínský       | Škoda Fabia RS Rally2 evo | WRC2 RC2 | 3:56:50.8 | 16:49.4 01:15.6 | 1    |

Insgesamt wurden 59 von 71 gemeldeten Fahrzeugen klassiert.

### WRC2
| Rang  | Fahrer               | Co-Pilot           | Auto                      | Klasse   | Zeit      | Rückstand Sieger Rückstand V | Punkte + Power Stage |
| ----- | -------------------- | ------------------ | ------------------------- | -------- | --------- | ---------------------------- | -------------------- |
| 1 (5) | Andreas Mikkelsen    | Torstein Eriksen   | Škoda Fabia RS Rally2 evo | WRC2 RC2 | 3:49:34.7 | 0:00.0                       | 25                   |
| 2 (6) | Teemu Suninen        | Mikko Markkula     | Hyundai i20 N Rally2      | WRC2 RC2 | 3:51:50.3 | 2:15.6                       | 18                   |
| 3 (7) | Kajetan Kajetanowicz | Maciej Szczepaniak | Škoda Fabia RS Rally2 evo | WRC2 RC2 | 3:52:47.5 | 2:12.8 0:57.2                | 15                   |

### WRC3
| Rang   | Fahrer            | Co-Pilot      | Auto               | Klasse   | Zeit      | Rückstand Sieger Rückstand V | Punkte + Power Stage |
| ------ | ----------------- | ------------- | ------------------ | -------- | --------- | ---------------------------- | -------------------- |
| 1 (18) | Roope Korhonen    | Anssi Viinkka | Ford Fiesta Rally3 | WRC3 RC3 | 4:14:20.0 | 00:00.0                      | 25                   |
| 2 (19) | William Creighton | Liam Regan    | Ford Fiesta Rally3 | WRC3 RC3 | 4:15:11.5 | 00:51.5                      | 18                   |
| 3 (30) | Ali Türkkan       | Burak Erdener | Ford Fiesta Rally3 | WRC3 RC3 | 4:34:08.7 | 19:48.7 18:57.2              | 18                   |

## Wertungsprüfungen
Zeitzone MESZ
| Datum                        | Zeit                         | Nr.                          | Name                              | Länge                                                                                 | Gewinner                                                                    | Co-Pilot                                                       | Auto                            | Zeit                         | Leader          |
| ---------------------------- | ---------------------------- | ---------------------------- | --------------------------------- | ------------------------------------------------------------------------------------- | --------------------------------------------------------------------------- | -------------------------------------------------------------- | ------------------------------- | ---------------------------- | --------------- |
| 1. Juni                      | 09:01                        | —                            | Loiri Porto San Paolo (Shakedown) | 2,87 km                                                                               | Esapekka Lappi                                                              | Janne Ferm                                                     | Hyundai i20 N Rally1            | 01:45.9                      |                 |
| 1. Juni                      | 18:05                        | WP1                          | Olbia - Cabu Abbas                | 3,23 km                                                                               | Esapekka Lappi                                                              | Janne Ferm                                                     | Hyundai i20 N Rally1            | 02:24.9                      | Esapekka Lappi  |
| 2. Juni                      | 08:40                        | WP2                          | Tantariles 20Ris 1                | 10,71 km                                                                              | Sébastien Ogier                                                             | Vincent Landais                                                | Toyota GR Yaris Rally1          | 07:19.2                      | Sébastien Ogier |
| 2. Juni                      | 09:31                        | WP3                          | Terranova 1                       | 8,41 km                                                                               | Takamoto Katsuta                                                            | Aaron Johnston                                                 | Toyota GR Yaris Rally1          | 05:31.6                      | Esapekka Lappi  |
| 2. Juni                      | 10:21                        | WP4                          | Monte Lerno - Sa Conchedda 1      | 49,90 km                                                                              | Sébastien Ogier                                                             | Vincent Landais                                                | Toyota GR Yaris Rally1          | 31:33.9                      | Sébastien Ogier |
| 2. Juni                      | 13:07                        | Service Park Olbia (45 Min.) | Service Park Olbia (45 Min.)      | Service Park Olbia (45 Min.)                                                          | Service Park Olbia (45 Min.)                                                | Service Park Olbia (45 Min.)                                   | Service Park Olbia (45 Min.)    | Service Park Olbia (45 Min.) | Sébastien Ogier |
| 2. Juni                      | 14:32                        | WP5                          | Tantariles 20Ris 2                | 10,71 km                                                                              | Esapekka Lappi                                                              | Janne Ferm                                                     | Hyundai i20 N Rally1            | 07:08.9                      | Sébastien Ogier |
| 2. Juni                      | 15:23                        | WP6                          | Terranova 2                       | 8,41 km                                                                               | Thierry Neuville                                                            | Martijn Wydaeghe                                               | Hyundai i20 N Rally1            | 05:29.1                      | Sébastien Ogier |
| 2. Juni                      | 16:13                        | WP7                          | Monte Lerno - Sa Conchedda 2      | 49,90 km                                                                              | Kalle Rovanperä                                                             | Jonne Halttunen                                                | Toyota GR Yaris Rally1          | 31:55.4                      | Esapekka Lappi  |
| 2. Juni                      | 18:19                        | Service Park Olbia (45 Min.) | Service Park Olbia (45 Min.)      | Service Park Olbia (45 Min.)                                                          | Service Park Olbia (45 Min.)                                                | Service Park Olbia (45 Min.)                                   | Service Park Olbia (45 Min.)    | Service Park Olbia (45 Min.) | Esapekka Lappi  |
| 3. Juni                      |                              |                              |                                   |                                                                                       |                                                                             |                                                                |                                 |                              | Esapekka Lappi  |
| 08:05                        | WP8                          | Coiluna - Loelle 1           | 16,28 km                          | Thierry Neuville                                                                      | Martijn Wydaeghe                                                            | Hyundai i20 N Rally1                                           | 10:01.6                         | Sébastien Ogier              |                 |
| 09:03                        | WP9                          | Su Filigosu 1                | 19,57 km                          | Thierry Neuville                                                                      | Martijn Wydaeghe                                                            | Hyundai i20 N Rally1                                           | 12:45.0                         | Esapekka Lappi               |                 |
| 10:08                        | WP10                         | Erula - Tula 1               | 21,92 km                          | Sébastien Ogier                                                                       | Vincent Landais                                                             | Toyota GR Yaris Rally1                                         | 18:45.7                         | Sébastien Ogier              |                 |
| 11:22                        | WP11                         | Tempio Pausania 1            | 9,04 km                           | Thierry Neuville                                                                      | Martijn Wydaeghe                                                            | Hyundai i20 N Rally1                                           | 06:53.2                         | Sébastien Ogier              |                 |
| 13:10                        | Service Park Olbia (45 Min.) | Service Park Olbia (45 Min.) | Service Park Olbia (45 Min.)      | Service Park Olbia (45 Min.)                                                          | Service Park Olbia (45 Min.)                                                | Service Park Olbia (45 Min.)                                   | Service Park Olbia (45 Min.)    | Sébastien Ogier              |                 |
| 15:05                        | WP12                         | Coiluna - Loelle 2           | 16,28 km                          | Esapekka Lappi                                                                        | Janne Ferm                                                                  | Hyundai i20 N Rally1                                           | 09:52.3                         | Sébastien Ogier              |                 |
| 16:03                        | WP13                         | Su Filigosu 2                | 19,57 km                          | Thierry Neuville                                                                      | Martijn Wydaeghe                                                            | Hyundai i20 N Rally1                                           | 12:53.8                         | Sébastien Ogier              |                 |
| 17:30                        | WP14                         | Erula - Tula 2               | 21,92 km                          | Dani Sordo                                                                            | Cándido Carrera                                                             | Hyundai i20 N Rally1                                           | 19:31.6                         | Thierry Neuville             |                 |
| 18:44                        | WP15                         | Tempio Pausania 2            | 9,04 km                           | Thierry Neuville                                                                      | Martijn Wydaeghe                                                            | Hyundai i20 N Rally1                                           | 07:23.1                         | Thierry Neuville             |                 |
| Service Park Olbia (45 Min.) |                              |                              |                                   |                                                                                       |                                                                             |                                                                |                                 | Thierry Neuville             |                 |
| 4. Juni                      |                              |                              |                                   |                                                                                       |                                                                             |                                                                |                                 | Thierry Neuville             |                 |
| 07:05                        | WP16                         | Arzachena - Braniatogghiu 1  | 15,22 km                          | Ott Tänak                                                                             | Martin Järveoja                                                             | Ford Puma Rally1                                               | 08:37.7                         | Thierry Neuville             |                 |
| 08:05                        | WP17                         | Sardegna 1                   | 7,79 km                           | Ott Tänak                                                                             | Martin Järveoja                                                             | Ford Puma Rally1                                               | 05:37.1                         | Thierry Neuville             |                 |
| 10:09                        | WP18                         | Arzachena - Braniatogghiu 2  | 15,22 km                          | Takamoto Katsuta                                                                      | Aaron Johnston                                                              | Toyota GR Yaris Rally1                                         | 08:31.7                         | Thierry Neuville             |                 |
| 12:18                        | WP19                         | Sardegna 2 (Power Stage)     | 7,79 km                           | 1. Kalle Rovanperä 2. Ott Tänak 3. Takamoto Katsuta 4. Sébastien Ogier 5. Elfyn Evans | Jonne Halttunen Martin Järveoja Aaron Johnston Vincent Landais Scott Martin | Toyota GR Yaris Rally1 Ford Puma Rally1 Toyota GR Yaris Rally1 | 05:55.0 05:59.7 05:59.8 06:01.8 | Thierry Neuville             |                 |